# Aérodrome de Bellegarde - Vouvray
L’aérodrome de Bellegarde-Vouvray (code OACI : LFHN) est un aérodrome ouvert à la circulation aérienne publique (CAP), situé sur la commune de Valserhône, sur le territoire de la commune déléguée de Châtillon-en-Michaille à 2 km au nord-nord-ouest de la commune déléguée de Bellegarde-sur-Valserine dans l’Ain (région Auvergne-Rhône-Alpes, France).
Il est utilisé pour la pratique d’activités de loisirs et de tourisme (aviation légère).

## Installations
L’aérodrome dispose d'une piste orientée sud-nord (36/18), bitumée, longue de 670 mètres et large de 18 ; Il existait autrefois une piste en herbe de 350x20, accolée à la première et réservée aux ULM.
L’aérodrome n’est pas contrôlé. Les communications s’effectuent en auto-information sur la fréquence de 123,500 MHz. La radio est obligatoire.

## Activités

### Loisirs et tourisme
- Aéroclub de Bellegarde

### Sociétés implantées
- Tecnam France (importateur)